# 국제고정력
국제고정력(International Fixed Calendar)은 1년을 28일씩 13개월로 하는 역법이다. 남는 하루는 세계일(World day)로 정하여 12월 다음에 넣는다. 윤년에는 6월 다음에 하루를 더 넣는다. 세계일과 윤일은 요일을 갖지 않는다.
이 역법은 한편 6월(June)과 7월(July)사이에 sol 이라고 불리는 달을 끼워넣어 13개월을 만들게 된다.
- 윤일은 6월 29일이다.

이 역법은 다음과 같은 장점이 있다.
- 매달 요일이 일정하므로 달력이 바뀌지 않는다.
- 각 달의 근무 일수가 24일로 일정해진다.

이 역법은 다음과 같은 단점이 있다.
- 각 사분기를 나누기 곤란해 각종 통계 지표 비교에 불리하다.
- 서양에서는 13일의 금요일을 기피하는 경향이 있는데, 매달 13일이 금요일이 된다.

| 월   | 일요일 | 월요일 | 화요일 | 수요일 | 목요일 | 금요일 | 토요일 | 요일없음(세계일) |
| ---- | ------ | ------ | ------ | ------ | ------ | ------ | ------ | ---------------- |
| 매월 | 1      | 2      | 3      | 4      | 5      | 6      | 7      |                  |
| 매월 | 8      | 9      | 10     | 11     | 12     | 13     | 14     |                  |
| 매월 | 15     | 16     | 17     | 18     | 19     | 20     | 21     |                  |
| 매월 | 22     | 23     | 24     | 25     | 26     | 27     | 28     | 29 (12월 만)     |

- 이 역법은 통계 처리가 곤란하여 사용되지 않았다.

## 같이 보기
- 세계력